# Sottordine
Il sottordine è un livello della classificazione che si opera sugli esseri viventi.
Il livello più ampio, che include quindi più sottordini, è ordine. Ogni sottordine a sua volta si suddivide in vari infra ordini.